# Абдулин, Айтмухамед Абдуллаевич
Айтмухамед Абдуллаевич Абдулин (каз. Айытмұхамед Абдуллаұлы Абдулин; 29 ноября 1924, с. Улытау, Петропавловский уезд, Акмолинская губерния, Киргизская АССР, РСФСР — 12 июня 2010, Алма-Ата, Казахстан) — геолог-поисковик, доктор геолого-минералогических наук, профессор (1973), академик Национальной Академии наук РК (1979), вице-президент Национальной Академии Наук РК (1988-1994).

## Биография
Участник Великой Отечественной войны и Советско-японской войны. Полковник запаса. Выходец из рода Баганалы племени Найман.
С 1946 по 1948 был 1-й секретарем Бостандыкского райкома комсомола.
В 1957 году первый открыл Самарское медно-золотое месторождение.
В 1960 году — заведующий учебной частью и старший преподаватель Казахского горно-металлургического института.
С 1975 по 1977 — заместитель академика-секретаря.
В 1988 году стал академиком-секретарем Отделения наук о Земле АН КазССР.
С 1988 по 1994 — был вице-президентом Академии наук республики, совмещая с должностью директора Института геологии.
Окончил геологический факультет Казахского государственного Университета им. С. М. Кирова (1953).
Тема докторской диссертации «Комплексные исследования Мугоджар и проблемы связи тектонических структур Урала, Тянь-Шаня и Центрального Казахстана»(1971).
Автор более 300 научных работ в том числе 10 монографий.
Трудовую деятельность начал в Институте геологических наук им. К. И. Сатпаева в 1953 году в качестве инженера. Здесь он прошёл все ступени научной деятельности от младшего научного сотрудника до директора Института (1971—1995), вице-президента Академии наук РК (1988—1995).
Член КПСС с 1951 до 1991 гг.
Академик Международной инженерной академии и Инженерной Академии РК, почётный академик Академии Наук Башкортостана, профессор Университета Южной Каролины (США), член нескольких зарубежных научных обществ, почётный профессор Таразского, Кызылординского, Южно-Казахстанского Госуниверситетов, профессор КазНТУ им. К. И. Сатпаева, Депутат Верховного Совета КазССР XII созыва, Депутат первого созыва Парламента суверенного Казахстана, первый президент Национального комитета геологов РК.
Участвовал в работе XXVI (Париж), XXVII (Москва), XXVIII (Вашингтон), XXIX (Япония), XXX (Пекин), XXXI (Бразилия), XXXII (Италия) сессий Международного геологического конгресса, а также международных геологических форумов в Чехословакии, Венгрии, Германии, Югославии, Великобритании, Израиле, Турции, Саудовской Аравии, КНР и т.д.
Заслуги А. А. Абдулина перед Отечеством отмечены не только наградами. Его подвиги на фронтах Великой Отечественной войны, а также трудовая деятельность в мирное время на поприще науки хорошо отражены в ряде посвящённых его жизни и деятельности изданиях, в том числе – художественных. Так, первая книга об академике Абдулине, его жизни и творчестве, написанная от имени двух университетов: Южной Каролины и Юты (США) – вышла к его 70-летнему юбилею под названием «Contributions to Eurasian geology» («Вклад в геологию Евразии»). Вторая книга – объёмистый роман – опубликована в Астане под названием «Возвращение к истине». Автор этой книги – Ю. Тарасов, член Союза писателей России. Кроме этих изданий, вышли в свет книги его собственных воспоминаний: «Трудные дороги поиска» (Алма-Ата: Казахстан, 1989), «Везло мне на добрых людей» (Алматы: Ғылым, 1994) и «Тағдыр толқынында» («На волне судьбы») (Алматы: Атамұра, 2004).
А. А. Абдулиным и его последователями разработана рифтогенная модель геологического строения Арало-Торгайского прогиба, что привело к выделению Южно-Торгайского нефтегазоносного бассейна, где открыты такие крупные месторождения, как Кумколь, Арыскум, Нуралы и др. Сейчас нефтегазовое месторождение Кумколь обеспечивает порядка 70% бюджета Кызылординской области.
За выдающийся вклад в распространение научных знаний, просветительскую и гуманитарную деятельность А. А. Абдулин удостоен медали имени академика С. Н. Вавилова. За заслуги в развитии науки Республики Казахстан он награждён Почётной грамотой и нагрудным знаком Министерства образования и науки Республики Казахстан. Имя А. А. Абдулина занесено в Золотую книгу г. Алматы.

## Награды и почётные звания
- Орден Октябрьской Революции
- Орден Трудового Красного Знамени
- Орден «Құрмет»
- Орден «Отан»
- Орден Отечественной Войны I степени
- Два ордена Красной Звезды (1943, 1945)
- Медаль «За оборону Сталинграда» (1942)
- Медаль «За взятие Кёнигсберга»
- Медаль «За победу над Германией в Великой Отечественной войне»
- Лауреат премии имени академика К. И. Сатпаева
- Лауреат Государственных премий СССР (1978, 1985)
- Лауреат Государственных премий Республики Казахстан
- Заслуженный деятель науки РК (1992)
- Президент Национального комитета геологов РК
- «Почётный инженер Казахстана»
- «Почётный разведчик недр Казахстана»
- Золотой знак Международного геологического Конгресса
- Дипломы и знаки «За развитие Советской геологии», «Первооткрыватель месторождения СССР»

## Семья
Жена — Калжан. Дочери — Сауле, Дина, сын — Алихан.
Прадед А. А. Абдулина, Ерден Сандыбаев, являлся крупным представителем казахской знати и в царские времена был старшим султаном, правителем Атбасарского округа, куда входили окрестности Улытауского региона. В 1855 году в качестве делегата он принимал участие в инаугурации императора Александра ІІ.
Имеет родственные связи с экс-министром национальной экономики Куандыком Бишимбаевым, а также с бывшим президентом Акционерного общества «Пассажирские перевозки» («Қазақстан Темір Жолы») Байдалы Даримбетовым.

## Научные работы
- Геология Мугоджар. Алма-Ата, 1973
- Тектоника области сочленения структур Урала, Тянь-Шаня, и Центрального Казахстана. Алма-Ата, 1976, (соавтор)
- Геология Казахстана. Алма-Ата, 1981
- Металлогения и минеральные ресурсы Казахстана. Алма-Ата, 1983
- Геодинамика земной коры Казахстана. Алма-Ата, 1983, (соавтор)
- Геология и минеральные ресурсы Казахстана. Алма-Ата, 1994. Труды Университета Южной Каролины. США, 1994[3]